# Bedford Jezzard
Bedford Alfred George Jezzard (Clerkenwell, 1927. október 19. – 2005. május 21.) angol labdarúgócsatár, edző.
Az angol válogatott tagjaként részt vett az 1954-es labdarúgó-világbajnokságon.